# Royal Harwood Frost
Royal Harwood Frost (25 de febrero de 1879-11 de mayo de 1950) nació en Salem (Massachusetts).

## Vida personal
Hijo de Albinus Finney Frost y Emma Jane Richardson, el cuarto hijo de una familia de diez.
Se casó con Caroline Eliza Mayhew con la que tuvo tres hijas (Caroline Frost, Martha Richardson Frost y Barbara Frost) y dos hijos (Royal Harwood Frost Jr. y William Mayhew Frost).

## Vida profesional
Frost fue un asistente de astronomía en el Observatorio Harvard College desde 1896 hasta 1908, bajo la dirección de Edward Charles Pickering. Desde 1902 hasta 1905 trabajó en la estación de Arequipa, en Perú. Descubrió 454 nuevos objetos. Al mover el telescopio a Bruce Estación Boyden de Bloemfontein, Sudáfrica en 1926, Harvard le ofreció un trabajo, pero él no fue. En su lugar, comenzó una granja lechera en el distrito de Tingo, Perú.
Más tarde regresó a Fort Worth, Texas, a trabajar para una compañía petrolera de hacer la contabilidad. Después se trasladó a Shreveport (Louisiana). Está enterrado en el Forest Park Cemetery en Shreveport, Louisiana.

## Asteroides descubiertos
Frost descubrió solamente el asteroide (505) Cava el 21 de agosto de 1902.